# ドランシー
ドランシー （Drancy） は、フランスのパリ北東部の郊外にあるコミューンである。パリの中心部からは、10.8kmの距離に位置している。

## 歴史
第二次世界大戦の間、ナチスによってドランシー収容所が建設され、ユダヤ人、ジプシーなどが収容されていた。彼らの多くは、その後ドイツ領内の他の収容所に移されたため、一時的な収容所としての位置付けが濃かった。

## 関係者
出身者
- トーマス・モンコンドゥイット - サッカー選手
- ソフィアン・ミル - 柔道家
- ジャニック・マーニュ - 言語学者
- ジョルダン・バルデラ - 政治家

居住その他ゆかりある人物
- ピエール・ルメートル - 推理作家。パリ生まれ。少年期をオーベルヴィリエとドランシー等で過ごした。